# Descubre Bulgaria: 100 sitios turísticos nacionales

Еmblema de la Unión

«Descubre Bulgaria - 100 sitios turísticos nacionales» (en búlgaro: „Опознай България – 100 национални туристически обекта“) es una iniciativa para promover el turismo nacional en Bulgaria que surgió en 1966 con el propósito de alentar a los turistas a conocer los sitios más importantes del país. El programa fue gestionado por la Unión Búlgara de Turismo (Български туристически съюз) y entre los lugares a visitar se eligieron monumentos culturales, históricos, geográficos, arqueológicos o arquitectónicos de importancia mundial (prueba de ello es que de los hoy diez lugares declarados Patrimonio de la Humanidad, tres ya estaban en esa primera selección), nacional y regional. Incluyen los fenómenos naturales más notables del país, los picos más altos, los sitios históricos, reservas arquitectónicas, templos y monasterios, que en conjunto ofrecen una visión general del rico patrimonio cultural, histórico y natural de las tierras búlgaras desde la antigüedad hasta hoy día.
La visita y el conocimiento de los elementos se certifican mediante la colocación de un sello especial en el lugar respectivo en el lugar designado en los folletos turísticos, emitidos por la Unión Turística de Bulgaria y vendidos en las empresas turísticas y en los elementos involucrados en la iniciativa.
Las distinciones de la iniciativa son las insignias de bronce, plata y oro, que son otorgadas por el Comité Organizador Nacional (CON) a BTS, por 25, 50 y 100 sitios visitados respectivamente.
Anualmente, en agosto, la BTS lleva a cabo un sorteo con los nombres de los portadores de las insignias, con premios como viajes al extranjero y por el país, bicicletas, tiendas de campaña, sacos de dormir y otros premios materiales y morales.
Algunos de los sitios incluidos en la lista hasta el 10 de noviembre de 1989 estaban relacionados con el sistema comunista. Desde 1989, la lista ha sido revisada varias veces, y su tipo y numeración actuales corresponden al año 2003. Ahora incluye 123 elementos de lugares, algunos de los cuales tienen más de 1 sitio.
Los coorganizadores de la iniciativa son:
- Unión de Turismo de Bulgaria,
- los ministerios de Educación, Juventud y Ciencia, de Cultura, de Educación Física y Deportes, y el de Medio Ambiente y Agua,
- Agencia Estatal Búlgara para la Juventud y el Deporte,
- Santo Sínodo de la Iglesia Ortodoxa Búlgara,
- Unión de automovilistas búlgaros,
- Cruz Roja Búlgara,
- Radio Nacional de Bulgaria,
- Televisión Nacional de Bulgaria.

## 100 sitios turísticos nacionales
En la tabla se recogen todos los elementos que son, o han sido, parte de la iniciativa: aquellos que ya no lo son se sombrean en terroso y en el número de orden aparece «—». En la última columna, aparece también sombreado el número que tuvieron en el periodo 1966-1989, cuando cambio el régimen y muchos elementos fueron sustituidos.
El sombreado de la columna con el número de orden tiene el siguiente significado:
| Imagen | N.º  | Elemento | Lugar                                                             | Óblast (provincia)          | 1966-1989 |
|        | 001  | Casa-Museo Velyanov Museo etnográfico, monumento cultural de importancia nacional. El nombre de la casa proviene del nombre del artista Velyan Ognev, que se presentó en 1835. | Bansko                                                            | Blagóevgrad                 | —         |
|        | 001  | Casa-Museo de Neofit Rilski La casa donde nació el artista Neofit Rylsky, es un monumento cultural de importancia nacional. Funciona como museo desde 1981. | Bansko                                                            | Blagóevgrad                 | —         |
|        | 001  | Museo Nikola Vaptsarov La finca familiar donde nació el escritor Nikola Vaptsarov se transformó en un museo de su memoria en 1952. | Bansko                                                            | Blagóevgrad                 | 001       |
|        | 001  | Exposición permanente de iconos «Escuela artística de Bansko». La muestra ocupa seis salas de exposiciones en el edificio más antiguo de Bansko, que data de 1749, que albergaba el convento. | Bansko                                                            | Blagóevgrad                 | —         |
|        | 001a | Iglesia de la Santísima Trinidad Templo de la diócesis de Nevrokop de la Iglesia ortodoxa búlgara , construida en 1835. Ocho grandes íconos del iconostasio fueron creados en 1839-1841 por Dimitar Molerov, un destacado representante de la «Escuela artística de Bansko». | Bansko                                                            | Blagóevgrad                 | —         |
|        | 002  | Pico Vihren La montaña tiene 2914 m de altitud, la más alta de la cordillera de Pirin. Desde la década de 1950, una estación meteorológica se ha ubicado en su cima. Está en terrenos del Parque Nacional Pirin | Pirin                                                             | Blagóevgrad                 | 002       |
|        | 003  | Iglesia de los santos Teodoro Tiro y Teodoro Stratilates La iglesia ortodoxa existente, construida en 1614 por el tipo de iglesias del primer reino búlgaro. En el siglo XIX, los turcos la convirtieron en hamas. | Aldea de Dobarsko                                                 | Blagóevgrad                 | —         |
|        | 004  | Museo de Historia de Melnik Museo de Historia y Etnografía, ubicado en un edificio de piedra que data de 1815. La exposición está dedicada a la historia y cultura de Melnik, así como a la historia de la vinificación en la región. | Melnik                                                            | Blagóevgrad                 | 003       |
|        | 004  | Casa Kordopulov Mansión construida en el siglo XIX por los Cordopoulos, comerciantes-enólogos. Utilizada para la producción, almacenamiento y comercio de vino. | Melnik                                                            | Blagóevgrad                 | —         |
|        | 004a | Monasterio de la Natividad de la Santísima Virgen Un monasterio medieval del siglo XIII al pie de las montañas de Pirin. Conocido por sus pinturas, iconostasios, vitrales y frescos, los más antiguos datan de finales del siglo XVI. | Melnik                                                            | Blagóevgrad                 | —         |
|        | 005  | Área protegida de Rúpite incluyendo la iglesia St. Petka, Construida en 1994 a instancias de la clarividente búlgara Baba Vanga cerca de su casa. Debido a la naturaleza no canónica del edificio, la Iglesia ortodoxa búlgara se negó a consagrarla. | Petrich                                                           | Blagóevgrad                 | —         |
|        | 005a | Museo parque nacional fortaleza de Samuel Ubicada a orillas del río Strumica, al pie del monte Belavica. Construida a principios del siglo XI bajo el reinado del rey Samuel de Bulgaria. En 1014, el ejército bizantino de Basilio II se apoderó de la fortaleza y derrotó al ejército búlgaro, capturando a 14 000 soldados que posteriormente fueron cegados. Museo desde 1982. | Petrich                                                           | Blagóevgrad                 | —         |
|        | 005b | Ciudad antigua de Heraclea Síntica | Petrich                                                           | Blagóevgrad                 | —         |
|        | 006  | Museo Arqueológico de Nesebar. Fue fundado en 1956 en la Iglesia de Juan el Bautista, ahora en un edificio moderno desde 1994. La exposición se presenta en cuatro salas con muestras de los tiempos fenicio, griego antiguo, romano y bizantino. | Nesebar                                                           | Burgas                      | —         |
|        | 006a | Museo de la Sal (añadido en la década de 2010) Establecido en 2002. La exposición del museo reproduce las tecnologías por las cuales la producción de sal se ha llevado a cabo en la región desde el siglo V a. C. hasta principios del siglo XX. El museo también tiene 25 ha de campos de sal. | Pomorie                                                           | Burgas                      | —         |
|        | 006b | Lago Pomorie (añadido en la década de 2010) Lago salado que es un humedal con un ecosistema único. La región (costa oeste del Mar Negro ) es la segunda ruta de migración de aves más grande de Europa. | Pomorie                                                           | Burgas                      | —         |
|        | 007  | Catedral de los Santos Cirilo y Metodio (añadido en la década de 2010) Construida en 1895-1907 con piedra verde de Aytos, mármol y ladrillo. El interior está decorado con frescos e iconostasio de 1930, que fueron dañados significativamente por el incendio de 1953. La iglesia fue reabierta en 2008 después de la reconstrucción. | Burgas                                                            | Burgas                      | —         |
|        | 007  | Área protegida de Poda Centro de Conservación de la Naturaleza inaugurado en 1997 en la localidad de Poda, donde anidan 273 de las 420 especies de aves en Bulgaria. | Burgas                                                            | Burgas                      | —         |
|        | 007a | Formación rocosa «Los tres hermanos» | Aytos                                                             | Burgas                      | —         |
|        | 008  | Sitio histórico de Petrova Sede del Congreso de la OIRM en junio de 1903, durante el cual se decidió apoyar la revuelta de Ilinden en el Imperio otomano. | Malko Tarnovo                                                     | Burgas                      | —         |
|        | 008  | Museo de Historia de Malko-Tirnovo Fundado en 1983 en cuatro casas del siglo XIX. Hay 3 exposiciones en el museo: arqueológico, histórico y etnográfico. | Malko Tarnovo                                                     | Burgas                      | —         |
|        | 008a | Museo Arqueológico de Sozopol La exposición del museo presenta la arqueología, la historia y las tradiciones culturales de Sozopol desde finales del siglo VI a. C. hasta el siglo XVII. | Sozopol                                                           | Burgas                      | 006       |
|        | 008b | Museo Histórico de Tsarevo Abierto en 2012. El museo presenta los hallazgos arqueológicos de la región, así como una colección única de monedas de plata del rey tracio Mostis. | Tsarevo                                                           | Burgas                      | —         |
|        | 009  | Museo Arqueológico de Varna Establecido en 1993. La exposición se encuentra en 32 salas de una antigua escuela de mujeres y está representada por alrededor de 100000 elementos expuestos, desde la prehistoria hasta el presente. | Varna                                                             | Varna                       | —         |
|        | 009  | Museo marítimo. Abierto en 1955. La exposición consta de unos 1000 objetos. Entre las exposiciones se encuentran la reconstrucción de la bodega de un antiguo barco cargado de ánforas, la reconstrucción de la cubierta de un acorazado del siglo XVIII, los artefactos levantados del fondo marino (pistolas, armas, equipo de navegación). La exposición al aire libre está representada por minas marinas, anclas, etc. En terrenos del museo también se almacena parte del equipo del primer barco de Bulgaria independiente —el yate "Alejandro I"—, dos helicópteros, el yate "Cor Caroli", un torpedero 123 K y la fragata "Drezki". | Varna                                                             | Varna                       | 008 (i)   |
|        | 009b | Parque-Museo Vladislav Varnenchik | Varna                                                             | Varna                       | 008 (ii)  |
|        | 009c | Monasterio de Aladzha | Varna                                                             | Varna                       | 007       |
|        | 009c | Termas romanas de Varna | Varna                                                             | Varna                       | —         |
|        | 010  | Museo de los Mosaicos Fue construido sobre los cimientos de un antiguo edificio de los siglos III-IV. El museo contiene antiguos mosaicos romanos hechos de piezas de mármol, piedra caliza, arcilla y vidrio coloreado, donde se pueden observar escenas de la mitología romana antigua, motivos animales y vegetales. | Devnya                                                            | Varna                       | —         |
|        | 011  | Reserva arqueológica de la fortaleza de Tsarevets La fortaleza fue construida en la segunda mitad del siglo XII. Se han conservado las cámaras reales, el palacio del patriarca de la Iglesia búlgara, junto con la iglesia Patriarcal, y los muros defensivos. | Veliko Tarnovo (capital del Segundo Imperio búlgaro en 1185-1393) | Veliko Tarnovo              | —         |
|        | 011  | Museo Regional de Historia de Veliko Tarnovo Establecido en 1985. Los fondos del museo incluyen más de 200000 objetos de arqueología, etnografía y arte. | Veliko Tarnovo (capital del Segundo Imperio búlgaro en 1185-1393) | Veliko Tarnovo              | 018 (ii)  |
|        | 011  | Reserva arquitectónica de Arbanasi[cita requerida] Un pequeño asentamiento con iglesias y casas originales de los siglos XVI-XVII, 36 de los cuales son monumentos culturales. Los interiores de los edificios están muy decorados, incluyendo pintura y talla. | Veliko Tarnovo (capital del Segundo Imperio búlgaro en 1185-1393) | Veliko Tarnovo              | 018 (iii) |
|        | 011a | Antigua ciudad de Nicópolis del Istro | Nikyup                                                            | Veliko Tarnovo              | —         |
|        | 012  | Casa-Museo de Aleko Konstantinov El famoso escritor búlgaro Aleko Konstantinov ha legado su hogar familiar a la ciudad de Svishtov para ser utilizada para proyectos culturales. En 1926, se fundó en ella un museo dedicado a la vida y obra del escritor. | Svishtov                                                          | Veliko Tarnovo              | 019 (i)   |
|        | 013  | Museo de Historia de Vidin Fundado en 1910. Consta de tres departamentos: el museo Konaka (exposición en los campos de paleontología, arqueología, etnografía), el museo de los Cuarteles (exposición etnográfica de la cultura tradicional de la región desde finales del siglo XIX hasta la década de 1920) y el museo de la fortaleza de Baba Vida. | Vidin                                                             | Vidin                       | —         |
|        | 013  | Fortaleza Baba Vida Fortaleza medieval de los siglos X-XI, monumento histórico y arquitectónico. Ha jugado un papel importante en la defensa del noroeste de Bulgaria. | Vidin                                                             | Vidin                       | 011       |
|        | 014  | Cueva Magura La longitud total es de 3 km. Consiste en corredores largos y profundos con estalactitas, estalagmitas y estalactonas. Tiene 700 ejemplares de arte rupestre de la Edad de Bronce. | Aldea Rabisha                                                     | Vidin                       | 012       |
|        | 015  | Museo de Historia de Belogradchik Fundado en 1959. En el centro de la exposición se encuentran los objetos que caracterizan el desarrollo socioeconómico de la ciudad y la región en los siglos XVIII-IX. También se incluyen colecciones de joyas e iconos, lapidarium. | Belogradchik                                                      | Vidin                       | —         |
|        | 015  | Formación rocosa de Belogradchik Un grupo de formaciones rocosas inusuales de arenisca y conglomerado, ubicadas en la ladera occidental de las montañas Stara Planina. Las rocas varían en color de rojo a amarillo, y la altura de algún ejemplar alcanza los 200 m. | Belogradchik                                                      | Vidin                       | 013 (ii)  |
|        | 016  | Cueva Ledenika | Vratsa                                                            | Vratsa                      | 015       |
|        | 016  | Museo Regional de Historia de Vratsa | Vratsa                                                            | Vratsa                      | 014       |
|        | 16a  | Complejo arqueológico Kaleto (añadido en la década de 2010) | Mezdra                                                            | Vratsa                      | —         |
|        | 017  | Monte Okolchitsa (Lugar de la muerte de Hristo Botev) | Chelopek                                                          | Vratsa                      | 017       |
|        | 018  | Museo Nacional del Barco de Vapor Radetzky | Kozloduy                                                          | Vratsa                      | —         |
|        | 018  | Monumento de Hristo Botev | Kozloduy                                                          | Vratsa                      | 016       |
|        | 019  | Complejo etnográfico y arquitectónico de Etara | Gabrovo                                                           | Gabrovo                     | 021       |
|        | 019a | Museo de la Educación | Gabrovo                                                           | Gabrovo                     | —         |
|        | 019a | Localidad de Uzana | Gabrovo                                                           | Gabrovo                     | —         |
|        | 019a | Casa del Humor y la Sátira | Gabrovo                                                           | Gabrovo                     | —         |
|        | 019b | Museo Regional de Historia de Gabrovo | Gabrovo                                                           | Gabrovo                     | —         |
|        | 020  | Reserva arquitectónica e histórica | Aldea de Bozhentsi                                                | Gabrovo                     | —         |
|        | 020a | Museo de Historia de Sevlievo | Sevlievo                                                          | Gabrovo                     | —         |
|        | 020a | Fortaleza Hotalich | Sevlievo                                                          | Gabrovo                     | —         |
|        | 021  | Museo Especializado en Talla y Arte Etnográfico | Tryavna                                                           | Gabrovo                     | 023       |
|        | 022  | Monasterio de Dryanovo | Dryanovo                                                          | Gabrovo                     | 022(i)    |
|        | 022  | Cueva Bacho Kiro | Dryanovo                                                          | Gabrovo                     | 022(ii)   |
|        | 022a | Museo Kolyu Ficheto | Dryanovo                                                          | Gabrovo                     | —         |
|        | 023  | Casa de Yordan Yovkov (escritor, 1880-1937) | Dobrich                                                           | Dobrich                     | —         |
|        | 023  | Galería de arte de Dobrich | Dobrich                                                           | Dobrich                     | —         |
|        | 024  | Complejo palaciego de Balchik | Balchik                                                           | Dobrich                     | 091 (i)   |
|        | 024a | Jardín Botánico de la Universidad de Balchik | Balchik                                                           | Dobrich                     | —         |
|        | 024b | Museo de Historia de Kavarna | Kavarna                                                           | Dobrich                     | 092       |
|        | 024b | Reserva arqueológica de Kaliakra | Kavarna                                                           | Dobrich                     | —         |
|        | 025  | Ruinas de Perperikon | Kardzhali                                                         | Kardzhali                   | —         |
|        | 025  | Monasterio de San Juan Bautista de Kardzhali | Kardzhali                                                         | Kardzhali                   | —         |
|        | 025a | Museo Regional de Historia de Kardzhali | Kardzhali                                                         | Kardzhali                   | —         |
|        | 026  | Galería de Arte Vladimir Dimitrov (pintor, 1882-1960) | Kyustendil                                                        | Kyustendil                  | 025 (ii)  |
|        | 026  | Casa-Museo de Dimitar Peshev (político y activista, 1894-1973) | Kyustendil                                                        | Kyustendil                  | —         |
|        | 026  | Museo Iglesia medieval de San Jorge | Kyustendil                                                        | Kyustendil                  | —         |
|        | 026  | Museo Regional de Historia de Kyustendil | Kyustendil                                                        | Kyustendil                  | 025 (i)   |
|        | 027  | Complejo Renacentista "Varosha" | Blagóevgrad                                                       | Blagóevgrad                 | —         |
|        | 027  | Museo Regional de Historia de Blagóevgrad | Blagóevgrad                                                       | Blagóevgrad                 | —         |
|        | 027a | Pico Ruen en las montañas Osogovo (añadido en la década de 2010) |                                                                   | Kyustendil                  | —         |
|        | 028  | Monasterio de Rila · Patrimonio de la Humanidad (1983) | Municipio de Rila                                                 | Kyustendil                  | 026       |
|        | 028a | Pirámides de Stob | Municipio de Rila                                                 | Kyustendil                  | —         |
|        | 029  | Cabaña Skakavitsa | Municipio de Rila                                                 | Kyustendil                  | —         |
|        | 029  | Siete lagos de Rila | Municipio de Rila                                                 | Kyustendil                  | 027       |
|        | 030  | Museo Vasil Levski | Lovech                                                            | Lovech                      | 029       |
|        | 030  | Posada Kakrina, sede del Museo Regional de Historia de Lovech | Lovech                                                            | Lovech                      | 035       |
|        | 030a | Casa cueva nacional de Karlukovo (añadido en la década de 2010) | Karlukovo                                                         | Lovech                      | —         |
|        | 030b | Cueva Devetashka | Devetaki                                                          | Lovech                      | —         |
|        | 031  | Monasterio de Troyan | Troyan                                                            | Lovech                      | 030       |
|        | 031a | Museo de Historia Natural de Cherni Osam | Troyan                                                            | Lovech                      | —         |
|        | 031b | Museo de arte popular, artesanía y artes aplicadas | Troyan                                                            | Lovech                      | —         |
|        | 032  | Museo de Historia de Teteven | Teteven                                                           | Lovech                      | 031       |
|        | 033  | Cueva de Saeva Dupka | Aldea de Brestnitsa                                               | Lovech                      | 034       |
|        | 034  | Museo Etnográfico de Berkovitsa | Berkovitsa                                                        | Montana                     | —         |
|        | 034  | Casa-Museo de Ivan Vazov (poeta, novelista y dramaturgo, 1850-1921) | Berkovitsa                                                        | Montana                     | 036       |
|        | 034  | Pico Kom | Berkovitsa                                                        | Montana                     | —         |
|        | 034a | Museo Histórico Regional de Montana | Montana                                                           | Montana                     | —         |
|        | 035  | Iglesia de la Asunción de la Virgen | Pazardzhik                                                        | Pazardzhik                  | —         |
|        | 035  | Casa-Museo de Stanislav Dospevski | Pazardzhik                                                        | Pazardzhik                  | 038       |
|        | 035  | Museo Regional de Historia de Pazardzhik | Pazardzhik                                                        | Pazardzhik                  | —         |
|        | 036  | Localidad de Oborishte | Panagyurishte                                                     | Pazardzhik                  | 046       |
|        | 036  | Casa-Museo de Rayna Knyaginya | Panagyurishte                                                     | Pazardzhik                  | —         |
|        | 036a | Museo de Historia de Strelcha | Strelcha                                                          | Pazardzhik                  | —         |
|        | 037  | Cueva Snezhanka | Peshtera                                                          | Pazardzhik                  | —         |
|        | 037a | Fortaleza Peristera | Peshtera                                                          | Pazardzhik                  | —         |
|        | 038  | Museo de Historia de Batak | Batak                                                             | Pazardzhik                  | 040       |
|        | 039  | Garganta del río Jerma | Tran                                                              | Pernik                      | —         |
|        | 039a | Museo subterráneo de la minería (añadido en la década de 2010) | Pernik                                                            | Pernik                      | —         |
|        | 040  | Mausoleo Capilla Jorge el Conquistador | Pleven                                                            | Pleven                      | —         |
|        | 040  | Panorama de Pleven | Pleven                                                            | Pleven                      | —         |
|        | 040  | Museo Regional de Historia de Pleven (anteriormente era un museo militar) | Pleven                                                            | Pleven                      | 050 (i)   |
|        | 041  | Teatro romano de Plovdiv | Plovdiv                                                           | Plovdiv                     | —         |
|        | 041  | Museo Etnográfico de Plovdiv | Plovdiv                                                           | Plovdiv                     | 051       |
|        | 041  | Museo de Historia de Plovdiv (anteriormente también: Reserva arquitectónica del casco antiguo de Plovdiv, Iglesia de San Constantino y Santa Elena) | Plovdiv                                                           | Plovdiv                     | —         |
|        | 041  | Casa hindú de Plovdiv | Plovdiv                                                           | Plovdiv                     | —         |
|        | 041b | Basílica Episcopal de Filipópolis | Plovdiv                                                           | Plovdiv                     | —         |
|        | 041b | Basílica Pequeña de Filipópolis | Plovdiv                                                           | Plovdiv                     | —         |
|        | 041b | Edificio de la Antigüedad Tardía «Irini» de Filipópolis | Plovdiv                                                           | Plovdiv                     | —         |
|        | 042  | Museo de Historia de Perushtitsa | Perushtitsa                                                       | Plovdiv                     | 052       |
|        | 043  | Convento "Vavedenie Bogorodichno" (Bendita Virgen) | Sopot                                                             | Plovdiv                     | —         |
|        | 043  | Casa-Museo de Ivan Vazov | Sopot                                                             | Plovdiv                     | 055       |
|        | 044  | Museo nacional Vasil Levski (revolucionario búlgaro y héroe nacional, 1837-1873) | Karlovo                                                           | Plovdiv                     | 054       |
|        | 044a | Museo de Historia de Karlovo | Karlovo                                                           | Plovdiv                     | —         |
|        | 044b | Complejo turístico arquitectónico de la antigua Karlovo | Karlovo                                                           | Plovdiv                     | —         |
|        | 045  | Museo nacional Hristo Botev | Kalofer                                                           | Plovdiv                     | 053       |
|        | 045b | Cascada Raysko Praskalo | Kalofer                                                           | Plovdiv                     | —         |
|        | 046  | Basílica Episcopal de Sandanski (añadido en la década de 2010) | Sandanski                                                         | Blagóevgrad                 | —         |
|        | 046  | Museo Arqueológico de Sandanski | Sandanski                                                         | Blagóevgrad                 | —         |
|        | 046a | Pico Botev (añadido en la década de 2010) | Sandanski                                                         | Blagóevgrad                 | 057       |
|        | 047  | Fortaleza Asenova krepost | Asenovgrad                                                        | Plovdiv                     | 059 (ii)  |
|        | 047a | Museo de Historia de Asenovgrad | Asenovgrad                                                        | Plovdiv                     | —         |
|        | 047b | Monasterio de Bachkovo | Bachkovo                                                          | Plovdiv                     | 059 (I)   |
|        | 048  | Reserva arqueológica de Abrito | Razgrad                                                           | Razgrad                     | 061       |
|        | 049  | Museo de Historia de Isperih (anteriormente también: Tumba tracia de Svechtari) | Isperih                                                           | Razgrad                     | —         |
|        | 049  | Reserva histórica y arqueológica de Sboryanovo | Isperih                                                           | Razgrad                     | —         |
|        | 049  | Ciudad tracia de Chelis | Isperih                                                           | Razgrad                     | —         |
|        | 049  | Demir Baba Tekke en la aldea de Sveshtari | Isperih                                                           | Razgrad                     | —         |
|        | 050  | Casa-Museo de Zahari Stoyanov | Ruse                                                              | Ruse                        | —         |
|        | 050  | Panteón de los héroes del Renacimiento Nacional | Ruse                                                              | Ruse                        | —         |
|        | 050a | Iglesias rupestres de Ivanovo | Ivanovo                                                           | Ruse                        | —         |
|        | 050b | Monasterio de Basarbovo | Basarbovo                                                         | Ruse                        | —         |
|        | 050c | Monasterio de Santa Marina | Karan Varbovka                                                    | Ruse                        | —         |
|        | 051  | Museo de Historia de Silistra | Silistra                                                          | Silistra                    | 063       |
|        | 051  | Fortaleza Medcidi Tabi[cita requerida] | Silistra                                                          | Silistra                    | —         |
|        | 052  | Reserva natural de Srébarna · Patrimonio de la Humanidad (1983) | Srebarna                                                          | Silistra                    | —         |
|        | 053  | Cementerio militar de Tutrakan | Tutrakan                                                          | Silistra                    | —         |
|        | 053  | Museo de pesca y construcción de barcos en el Danubio | Tutrakan                                                          | Silistra                    | —         |
|        | 054  | Casa-Museo de Hadzhi Dimitar (revolucionario) | Sliven                                                            | Sliven                      | 064 (I)   |
|        | 054  | Museo nacional de la industria textil | Sliven                                                            | Sliven                      | —         |
|        | 054a | Galería de Arte Dimitar Dobrovich | Sliven                                                            | Sliven                      | 064 (ii)  |
|        | 055  | Museo de Historia de Velingrad (añadido en la década de 2010) | Velingrad                                                         | Pazardzhik                  | —         |
|        | 056  | Panteón de Georgi Sava Rakovski y Museo del despertar nacional búlgaro de Kotel | Kotel                                                             | Sliven                      | —         |
|        | 056  | Museo de Historia Natural de Kotel | Kotel                                                             | Sliven                      | 065       |
|        | 057  | Casa-Museo de Yordan Yovkov | Aldea de Zheravna                                                 | Sliven                      | —         |
|        | 058  | Museo Nacional de Historia (Bulgaria) | Sofia                                                             | Sofía                       | —         |
|        | 058a | Museo nacional iglesia de Boyana · Patrimonio de la Humanidad (1979) | Sofia                                                             | Sofía                       | —         |
|        | 059  | Catedral de Alejandro Nevski de Sofía | Sofia                                                             | Sofía                       | 073 (ii)  |
|        | 059a | Museo Nacional de Historia Militar (añadido en la década de 2010) | Sofia                                                             | Sofía                       | —         |
|        | 059b | Museo de Historia (Gotse Delchev) (añadido en la década de 2010) | Gotse Delchev                                                     | Blagóevgrad                 | —         |
|        | 060  | Casa-Museo de Hilarion de Makariopolis (añadido en la década de 2010) (clérigo, 1812-1875) | Elena                                                             | Veliko Tarnovo              | —         |
|        | 060  | Complejo arquitectónico e histórico de Daskalolivnitsa | Elena                                                             | Veliko Tarnovo              | —         |
|        | 061  | Museo Nacional «Tierra y Pueblo» | Sofia                                                             | Sofía                       | —         |
|        | 061a | Palacio Nacional de la Cultura | Sofia                                                             | Sofía                       | —         |
|        | 062  | Galería de Arte Extranjero de Bulgaria[cita requerida] | Sofia                                                             | Sofía                       | —         |
|        | 062  | Museo Etnográfico Nacional gestionado por la Academia de Ciencias de Bulgaria | Sofia                                                             | Sofía                       | 071 (i)   |
|        | 062a | Monumento al primer soldado | Aldomirovtsi                                                      | Sofía                       | —         |
|        | 063  | Museo de Historia de Etropole | Etropole                                                          | Sofía                       | —         |
|        | 063  | Torre del reloj de Etropole | Etropole                                                          | Sofía                       | —         |
|        | 063  | Monasterio de la Santísima Trinidad | Etropole                                                          | Sofía                       | —         |
|        | 063a | Galería de Arte Nacional de Bulgaria | Sofía                                                             | Sofía                       | 073 (i)   |
|        | 064  | Zoológico de Sofía | Sofía                                                             | Sofía                       | —         |
|        | 065  | Museo Nacional de Historia Natural gestionado por la Academia de Ciencias de Bulgaria | Sofía                                                             | Sofía                       | —         |
|        | 065a | Sinagoga de Sofía | Sofía                                                             | Sofía                       | —         |
|        | 066  | Museo de Historia de la Cultura Física y el Deporte localizado en el Estadio Nacional Vasil Levski | Sofía                                                             | Sofía                       | —         |
|        | 066a | (añadido en la década de 2010) Museo Nacional de Antropología gestionado por la Academia de Ciencias de Bulgaria | Sofía                                                             | Sofía                       | —         |
|        | 067  | Tumbas tracias | Aldea de Starosel                                                 | Plovdiv                     | —         |
|        | 067a | Museo Arqueológico de Hisarya | Hisarya                                                           | Plovdiv                     | 058       |
|        | 068  | Instituto de Arqueología y Museo gestionado por la Academia de Ciencias de Bulgaria | Sofia                                                             | Sofía                       | 071 (ii)  |
|        | 068a | Museo Politécnico Nacional (añadido en la década de 2010) | Sofia                                                             | Sofía                       | —         |
|        | 069  | Museo de Historia de Chiprovtsi | Chiprovtsi                                                        | Montana                     | —         |
|        | 069  | Monasterio de Chiprovtsi (añadido en la década de 2010) | Chiprovtsi                                                        | Montana                     | —         |
|        | 070  | Museo de Historia de la ciudad de Bratsigovo | Bratsigovo                                                        | Pazardzhik                  | 043       |
|        | 071  | Casa-Museo de Peyo Yavorov | Chirpan                                                           | Stara Zagora                | —         |
|        | 071  | Galería de arte Nikola Manev | Chirpan                                                           | Stara Zagora                | —         |
|        | 071  | Monasterio de San Atanasio (la Iglesia de Santa Sofía ocupaba anteriormente esta posición) | Zlatna Livada                                                     | Stara Zagora                | —         |
|        | 072  | Monumento a la Virgen María (añadido en la década de 2010) | Jaskovo                                                           | Jaskovo                     | —         |
|        | 072  | Tumba tracia de Aleksandrovo y centro museístico (añadido en la década de 2010) | Aleksandrovo                                                      | Jaskovo                     | —         |
|        | 072a | Tumba de cúpula tracia de Mezek (añadido en la década de 2010) | Mezek                                                             | Jaskovo                     | —         |
|        | 072a | Fortaleza de Mezek (añadido en la década de 2010) | Mezek                                                             | Jaskovo                     | —         |
|        | 072b | Fortaleza de Dimum | Bélene                                                            | Pleven                      | —         |
|        | 072b | Campamento de Bélene | Bélene                                                            | Pleven                      | —         |
|        | 072b | Villa Armira | Ivaylovgrad                                                       | Jaskovo                     | —         |
|        | 072c | Museo Municipal de Historia de Ivaylovgrad (añadido en la década de 2010) | Ivaylovgrad                                                       | Jaskovo                     | —         |
|        | 072d | Centro de Conservación de la Naturaleza de Ródope Oriental | Madzharovo                                                        | Jaskovo                     | —         |
|        | 073  | Museo Regional de Historia de Dimitrovgrad | Dimitrovgrad                                                      | Jaskovo                     | —         |
|        | 073  | Casa-Museo de Penyo Penev (poeta, 1930-1959) | Dimitrovgrad                                                      | Jaskovo                     | —         |
|        | 073  | Observatorio Astronómico de Giordano Bruno | Dimitrovgrad                                                      | Jaskovo                     | —         |
|        | 074  | Refugio de Aleko | Vitosha                                                           | Sofía                       | —         |
|        | 074a | Cherni Vrah (añadido en la década de 2010) | Vitosha                                                           | Sofía                       | 074       |
|        | 075  | Reserva arquitectónica e histórica de Koprivshtitsa (en 1966, la descripción era de forma individual de las casas de Lyuben Karavelov, Todor Kableshkov, Georgi Benkovski, Yako Dorosiev, Dimcho Debelyanov y los Oslekov) | Koprivshtitsa                                                     | Sofía                       | 078       |
|        | 076  | Museo de Historia de Nova Zagora (El monte Bogdan en Sredna Gora anteriormente ocupaba esta posición.) (añadido en la década de 2010) | Nova Zagora                                                       | Sliven                      | —         |
|        | 077  | Museo de Historia de Klisura | Klisura                                                           | Plovdiv                     | 056       |
|        | 078  | Monasterio de los Siete Altares | Aldea de Osenovlag                                                | Sofía                       | —         |
|        | 079  | Museo de Historia de Samokov | Samokov                                                           | Sofía                       | 076       |
|        | 079  | Monasterio de la Protección de la Madre de Dios | Samokov                                                           | Sofía                       | —         |
|        | 079a | Fortaleza de Tsar Mali (añadido en la década de 2010) | Aldea de Belchin                                                  | Sofía                       | —         |
|        | 080  | Pico Musala | Municipio de Rila                                                 | Kyustendil                  | 077       |
|        | 081  | Fortaleza medieval de Misionis (El cementerio de la ciudad de Slivnitsa ocupaba esta posición antes de 2005.) | Targóvishte                                                       | Targóvishte                 | —         |
|        | 081  | Escuela de Slaveykov | Targóvishte                                                       | Targóvishte                 | —         |
|        | 081a | Museo de Historia de Popovo | Popovo                                                            | Targóvishte                 | —         |
|        | 082  | Osario de los miembros del destacamento de Hristo Botev | Aldea de Skravena                                                 | Sofía                       | —         |
|        | 082a | Torre del reloj de Botevgrad | Botevgrad                                                         | Sofía                       | —         |
|        | 082a | Museo de Historia de Botevgrad | Botevgrad                                                         | Sofía                       | —         |
|        | 082b | Casa-Museo Elin Pelin | Bailovo                                                           | Sofía                       | —         |
|        | 083  | Museo Regional de Historia de Smolyan | Smolyan                                                           | Smolyan                     | 082 (i)   |
|        | 083a | Planetario de Smolyan | Smolyan                                                           | Smolyan                     | —         |
|        | 083b | Iglesia de San Constantino y Santa Elena | Aldea de Momchilovtsi                                             | Smolyan                     | —         |
|        | 084  | Cueva Uhlovitsa | Pamporovo                                                         | Smolyan                     | —         |
|        | 084a | Pico Snezhanka | Pamporovo                                                         | Smolyan                     | —         |
|        | 085  | Pico Golyam Perelik | Montañas Ródope                                                   | Smolyan                     | —         |
|        | 085  | Los puentes maravillosos[cita requerida] | Montañas Ródope                                                   | Smolyan                     | 084 (ii)  |
|        | 085a | Observatorio Astronómico Nacional «Rozhen» | Montañas Ródope                                                   | Smolyan                     | —         |
|        | 085a | Museo del Karst de Ródope | Montañas Ródope                                                   | Smolyan                     | —         |
|        | 086  | Complejo etnográfico de Zlatograd | Zlatograd                                                         | Smolyan                     | —         |
|        | 087  | Reserva arquitectónica de la aldea de Shiroka Laka | Shiroka Laka                                                      | Smolyan                     | —         |
|        | 087a | Salón de cristal «Cristal de Ródope» | Madan                                                             | Smolyan                     | —         |
|        | 087a | Cueva Sharenska | Madan                                                             | Smolyan                     | —         |
|        | 088  | Cueva de la Garganta de Trigrado | Montañas Ródope                                                   | Smolyan                     | —         |
|        | 089  | Cueva Yagodinska | Montañas Ródope                                                   | Smolyan                     | —         |
|        | 089  | Garganta de Buynovo | Montañas Ródope                                                   | Smolyan                     | —         |
|        | 090  | Museo de las casas neolíticas | Stara Zagora                                                      | Stara Zagora                | —         |
|        | 090  | Monumento a los defensores de Stara Zagora de 1977 | Stara Zagora                                                      | Stara Zagora                | —         |
|        | 090  | Museo Regional de Historia de Stara Zagora (anteriormente también: Foro romano de Augusta Traiana) | Stara Zagora                                                      | Stara Zagora                | 085 (i)   |
|        | 091  | Museo de Arte y Literatura Chudomir | Kazanlak                                                          | Stara Zagora                | —         |
|        | 091  | Tumba tracia de Kazanlak · Patrimonio de la Humanidad (1979) | Kazanlak                                                          | Stara Zagora                | 086 (ii)  |
|        | 092  | Iglesia de la Natividad de Cristo | Shipka                                                            | Stara Zagora                | 087       |
|        | 093  | Museo-parque nacional de Shipka | Paso de Shipka                                                    | Stara Zagora                | —         |
|        | 093  | Monumento a la libertad | Paso de Shipka                                                    | Stara Zagora                | —         |
|        | 094  | Reserva histórica y arqueológica de la fortaleza de Shumen | Shumen                                                            | Shumen                      | —         |
|        | 094  | Museo Regional de Historia de Shumen | Shumen                                                            | Shumen                      | 095 (i)   |
|        | 094a | Monumento a los fundadores de Bulgaria | Shumen                                                            | Shumen                      | —         |
|        | 095  | Mezquita Tombul | Shumen                                                            | Shumen                      | —         |
|        | 096  | Reserva arqueológica de Pliska | Pliska (primera capital búlgara en 681-893)                       | Shumen                      | 097       |
|        | 096  | Gran basílica de Pliska[cita requerida] | Pliska (primera capital búlgara en 681-893)                       | Shumen                      | —         |
|        | 097  | Caballero de Madara (dentro de la Reserva histórico-arqueológica nacional de Madara) | Madara                                                            | Shumen                      | 096 (i)   |
|        | 098  | Reserva-Museo histórico y arqueológico nacional de Veliki Preslav | Veliki Preslav                                                    | Shumen                      | 098       |
|        | 099  | La antigua ciudad de Kabile | Yambol                                                            | Yambol                      | —         |
|        | 099  | Museo Regional de Historia de Yambol | Yambol                                                            | Yambol                      | 099       |
|        | 099a | Mercado Bezisten | Yambol                                                            | Yambol                      | —         |
|        | 099b | Museo de la Gloria de la Batalla | Yambol                                                            | Yambol                      | —         |
|        | 100  | Museo de Etnografía de Élhovo | Élhovo                                                            | Yambol                      | —         |
|        | —    | Planta petroquímica (refinería LUKOIL Neftochim Burgas, la mayor empresa industrial del país) | Burgas                                                            | Provincia de Burgas         | 004       |
|        | —    | Estación de vacaciones Слънчев бря (Playa soleada) | Nesebar                                                           | Provincia de Burgas         | 005       |
|        | —    | Pobiti Kamani | Aksakovo                                                          | Provincia de Varna          | 009       |
| —      | —    | Desembocadura del río Kamchiya – Monumento a los submarinistas | —                                                                 | Provincia de Varna          | 010       |
|        | —    | Fortaleza Belogradchik | Belogradchik                                                      | Vidin                       | 013 (i)   |
|        | —    | Monasterio de la Transfiguración | Samovodene                                                        | Provincia de Veliko Tarnovo | 018 (i)   |
| —      | —    | Lugar donde el ejército ruso cruzó el Danubio | Svishtov                                                          | Provincia de Veliko Tarnovo | 019 (ii)  |
|        | —    | Casa-Museo de Mitko Palauzov (partisano) | Gabrovo                                                           | Provincia de Gabrovo        | 020       |
| —      | —    | Refugio de montaña Partizanska | Montes Balcanes                                                   | —                           | 024       |
| —      | —    | Planta de plomo y zinc | Kardzhali                                                         | Provincia de Kardzhali      | 028 (i)   |
|        | —    | Presa de Kardzhali | Kardzhali                                                         | Provincia de Kardzhali      | 028 (ii)  |
| —      | —    | Monumento a Georgi Benkovski | Kostina                                                           | Provincia de Lovech         | 032       |
| —      | —    | Casa-Museo «Primer Comité Revolucionario Regional de Bulgaria» | Golyam Izvor                                                      | Provincia de Lovech         | 033       |
| —      | —    | Cascada y monumento a Georgi Dimitrov y Vasil Kolarov | Petroján                                                          | Provincia de Montana        | 037       |
| —      | —    | Museo del levantamiento del 23 de septiembre | Mihaylovgrad                                                      | Provincia de Montana        | 039       |
| —      | —    | Campo de partisanos Teheran | Batak                                                             | Provincia de Pazardzhik     | 041       |
| —      | —    | Casa-Museo de Vela Peeva | Velingrad                                                         | Provincia de Pazardzhik     | 042       |
|        | —    | Central hidroeléctrica subterránea de Peshtera | Peshtera                                                          | Provincia de Pazardzhik     | 044       |
|        | —    | Museo de Historia | Panagyurishte                                                     | Provincia de Pazardzhik     | 045       |
|        | —    | Museo regional de Historia | Pernik                                                            | Provincia de Pernik         | 047       |
| —      | —    | Casa-Museo de Georgi Dimitrov | Kovachevtsi                                                       | Provincia de Pernik         | 048       |
| —      | —    | Osario partisano | Aldea de Slishovtsi                                               | Provincia de Pernik         | 049       |
|        | —    | Parque Kaylaka | Pleven                                                            | Pleven                      | 050 (ii)  |
|        | —    | Complejo turístico conmemorativo Buntovna | Krestevic, Sredna Gora                                            | Plovdiv                     | 060       |
|        | —    | Casa de Tonka Obretenova (revolucionaria, 1812-1893) | Ruse                                                              | Provincia de Ruse           | 062 (i)   |
|        | —    | Puente de la Amistad Giurgiu-Ruse (cruza el Danubio y une con Rumania) | Ruse                                                              | Provincia de Ruse           | 062 (iI)  |
|        | —    | Reserva arquitectónica y etnográfica | Zheravna                                                          | Provincia de Sliven         | 066       |
| —      | —    | Montículo de Karanovo | Karanovo                                                          | Provincia de Sliven         | 067       |
| —      | —    | Museo del Movimiento Revolucionario | Sofía                                                             | Provincia de Sofía          | 068       |
| —      | —    | Casa-Museo de Dimitar Blagoev | Sofía                                                             | Provincia de Sofía          | 069       |
| —      | —    | Museo Nacional Georgi Dimitrov | Sofía                                                             | Provincia de Sofía          | 070       |
| —      | —    | Museo de la Amistad Búlgara-Soviética | Sofía                                                             | Provincia de Sofía          | 072       |
| —      | —    | Planta metalúrgica | Kremikovtzi                                                       | Provincia de Sofía          | 075       |
| —      | —    | Sredna Gora — Pico Bogdan | —                                                                 | Provincia de Sofía          | 079       |
| —      | —    | Zona de Zherkovo – Museo y monumento de Chavdartsi | —                                                                 | Provincia de Sofía          | 080       |
| —      | —    | Refugio de montaña Chavdar | Montes Balcanes                                                   | Provincia de Sofía          | 081       |
|        | —    | Lagos de Smolyan Los lagos de Smolyan son un grupo de lagos en la montaña Bukova, en los Ródopes occidentales, al norte bajo las rocas del Orfeo y del Snejanka. | Smolyan                                                           | Smolyan                     | 082 (ii)  |
|        | —    | Estación vacacional Pamporovo | Pamporovo                                                         | Smolyan                     | 083       |
| —      | —    | Refugio Persenk | Montañas Ródope                                                   | Smolyan                     | 084 (i)   |
|        | —    | Parque Lenin (ahora Parque Metropolitano Metodiy Kusev, más comúnmente llamado Ayazmoto) | Stara Zagora                                                      | Provincia de Stara Zagora   | 085 (ii)  |
|        | —    | Museo de Historia y galería de arte «Iskra» («Искра») | Kazanlak                                                          | Provincia de Stara Zagora   | 086 (i)   |
| —      | —    | Montes Balcanes — Parque Nacional Buzludzha | —                                                                 | Provincia de Stara Zagora   | 088       |
| —      | —    | Montes Balcanes — Pico Stoletov, Monumento a la libertad | —                                                                 | Provincia de Stara Zagora   | 089       |
| —      | —    | Complejo energético Maritsa-Iztok, Central térmica Komsomolska |                                                                   | Provincia de Stara Zagora   | 090       |
|        | —    | Centro vacacional de Albena | Balchik                                                           | Dobrich                     | 091 (ii)  |
| —      | —    | Monumento a los 18 partisanos y sus colaboradores | Aldea de Yastrebino                                               | Targóvishte                 | 093       |
| —      | —    | Museo de la construcción socialista | Dimitrovgrad                                                      | Provincia de Jaskovo        | 94 (i)    |
| —      | —    | Planta de fertilizantes nítricos. | Dimitrovgrad                                                      | Provincia de Jaskovo        | 94 (ii)   |
| —      | —    | Casa de Vasil Kolarov | Shumen                                                            | Provincia de Shumen         | 095 (ii)  |
|        | —    | Museo Arqueológico de Madara | Madara                                                            | Provincia de Shumen         | 096 (ii)  |
|        | —    | Museo Arqueológico de Pliska | Pliska                                                            | Provincia de Shumen         | 097       |
|        | —    | Museo Arqueológico de Patleyna | Patleyna                                                          | Provincia de Shumen         | 098       |
| —      | —    | Un modelo de granja cooperativa de trabajo | —                                                                 | —                           | 100       |